# Apatania crassa
Apatania crassa är en nattsländeart som beskrevs av Schmid 1953. Apatania crassa ingår i släktet Apatania och familjen Apataniidae. Inga underarter finns listade i Catalogue of Life.